# Bang (musikgrupp)
Bang var en grekisk musikgrupp under 1980-talet.
De två gruppmedlemmarna var Thanos Kalliris och Vassilis Dertillis. De tävlade för Grekland i Eurovision Song Contest 1987 i Bryssel med låten Stop, som slutade på 10:e plats.